# ホテル阪急エキスポパーク
ホテル阪急エキスポパーク（ホテルはんきゅうエキスポパーク）は、大阪府吹田市にかつて存在した阪急阪神グループのホテルである。旧称は「ホテルオオサカサンパレス」。建物は万博記念公園内の大阪モノレール万博記念公園駅そばに所在する。

## 概要

### 勤労者福祉施設として建設
雇用保険事業として整備された勤労者福祉施設のひとつ、大阪勤労者職業福祉センター「大阪サンパレス」として開業。財団法人日本万国博覧会記念協会が用地を所有し、雇用促進事業団が施設を設置した。建物は鉄骨鉄筋コンクリート造で、ホテルが地上7階・地下1階建て、会館が地上3階・地下1階建て。宿泊施設のほか、音楽スタジオ、会議室、宴会場、ホール、フィットネススタジオ、屋内プールを備えていた。
大阪勤労者職業福祉センター「大阪サンパレス」時代の施設概要は以下のとおり。
- ホテル：地下1階・地上7階建て、会館：地下1階・地上3階建て
- 敷地面積：8,215m2
- 延床面積：29,250m2
- 施設内容：宿泊施設、音楽スタジオ、会議室、宴会場、ホール、フィットネススタジオ、屋内プール

その後、政府は勤労福祉施設の廃止・譲渡を決定。大阪勤労者職業福祉センターは、大阪府の外郭団体である財団法人大阪勤労者職業福祉センターへ1990年（平成2年）3月に譲渡された上で、「ホテルオオサカサンパレス」として開業した。

### 阪急阪神ホテルズによる経営
しかし最終的には経営に行き詰まったため、2004年4月1日に第一阪急ホテルズ（現：阪急阪神ホテルズ）により「ホテル阪急エキスポパーク」としてリニューアルオープンした。
阪急阪神ホテルズは2019年7月1日、賃貸借契約が満了することを理由に、2020年2月29日をもって「ホテル阪急エキスポパーク」を営業終了することを発表。予定どおり2020年2月29日をもって営業終了した。

### 跡地利用
2019年9月17日、大阪府は跡地に多目的アリーナ施設を整備する計画を発表。2025年日本国際博覧会（大阪万博）までの開業を予定するとし、吉村洋文大阪府知事は「横浜アリーナより大きい施設にしたい」と記者会見で抱負を語った。
2021年現在、大阪府が事業主体となる「万博記念公園駅前周辺地区活性化事業」として計画が進められている。

## アクセス
- 鉄道：大阪モノレール万博記念公園駅より徒歩5分
- ホテル付近に阪急バス「ホテル阪急エキスポパーク前」停留所も存在したが、営業終了により2020年7月16日に廃止された[5]。
- 自動車：万博記念公園の外周道路（大阪府道1号茨木摂津線）